# Авангард (агрохолдинг)
AVANGARDCO IPL — одна з найбільших агропромислових компаній України, що спеціалізується на виробництві яєць і сухих яєчних продуктів. Входить до групи компаній UkrLandFarming. Є найбільшим експортером яєць і сухих яєчних продуктів з України. Компанія експортує свою продукцію до більш ніж 40 країн світу, в основному на Близький Схід, країни Африки, Азії, СНД та ЄС. На внутрішньому ринку компанія постачає продукцію в мережі супермаркетів і роздрібні магазини, оптовим покупцям та промисловим клієнтам по всій Україні. Станом на кінець 2017 року компанія займає 29 % промислового ринку яєць і 63 % ринку сухих яєчних продуктів України. За поголів'ям курей-несучок AVANGARDCO IPL входить в ТОП-20 світу. Компанія згадується у звіті «Egg Protein Market-Trends, Demand, Growth, CAGR, Analysis & Forecasts to 2023» компанії weSRCH [Архівовано 31 липня 2018 у Wayback Machine.] як одна із ТОП-гравців на світовому ринку
Компанія AVANGARDCO IPL управляє складною і вертикально інтегрованою мережею активів, яка дозволяє випускати готову продукцію — яйця і сухі яєчні продукти, виробляти ключові вихідні ресурси, такі як комбікорм, а також вирощувати основні виробничі активи — курей-несучок. Компанія також займається переробкою відходів тваринного походження на цінні сировинні товари — біогаз, теплову енергію та електроенергію.
Виробничі потужності AVANGARDCO IPL є одними з найбільш технологічно розвинених об'єктів на території України. Вертикальна інтеграція в поєднанні з сучасними технологіями забезпечують високу ефективність виробництва, строгий контроль за якістю продукції і знижують виробничі витрати. AVANGARDCO IPL постійно дотримується високих стандартів якості продукції і застосовує широкий спектр заходів біобезпеки.
З травня 2010 р. акції Компанії у формі Глобальних депозитарних розписок котуються на Лондонській фондовій біржі. Єврооблігації компанії на суму 200 млн дол. США з терміном погашення 29 жовтня 2018 року були включені до офіційного списку Управління з лістингу Великої Британії (UKLA/Financial Conduct Authority) і допущені до торгів на регульованому ринку Лондонської фондової біржі з 1 листопада 2010 року.

## Історія
Формування компанії «Авангард» відбулося з ініціативи її головного акціонера Олега Бахматюка. Нижче наведено важливі дати у становленні компанії «Авангард»
2003 р. — Початок роботи компанії «Авангард» припадає на 2003 рік після придбання материнською компанією ЗАТ «Авангард» (Івано-Франківщина) дочірньої компанії «Авангард-Агро» (зона по підрощенню молодняку), яка пройшла державну реєстрацію у квітні 2004 р. на заході України в місті Івано-Франківськ. Підприємство спеціалізувалося на виробництві та продажу яєць курячих.
2004 р. — Компанія «Авангард» продовжила слідувати стратегії розширення шляхом поглинання заводу ВАТ «Кіровський», який розташований в центрі України.
2005 р. — Компанія «Авангард» поглинула підприємства ЗАТ «Чернівецька» і ЗАТ «Агрофірма Авіс» на заході України та ЗАТ «Чорнобаївське» на півдні.
ТОВ «Озірнянський Комбікормовий Завод» та "Мліївський Торговий Дім в центрі.
2006 р. — Компанія «Авангард» поглинула підприємство ТОВ «Донецька птахофабрика» на Сході країни, ТОВ «Макарівська птахофабрика», ДП «Птахофабрика Лозуватська» в центрі та ДП «Рогатинська птахофабрика» та ДП «Городенківська птахофабрика» на Заході. Птахофабрику «Лозуватська» була придбано разом із комбікормовим заводом. 2006 року було здійснено будівництво комбікормових заводів «Рогатин-Корм» і «Кам'янець-Подільський комбікормовий завод». У 2006 році в Компанію увійшов найпотужніший в Україні репродуктор II порядку ТОВ «Слов'яни», що дозволило Компанії закласти основи вертикальної інтеграції бізнесу.

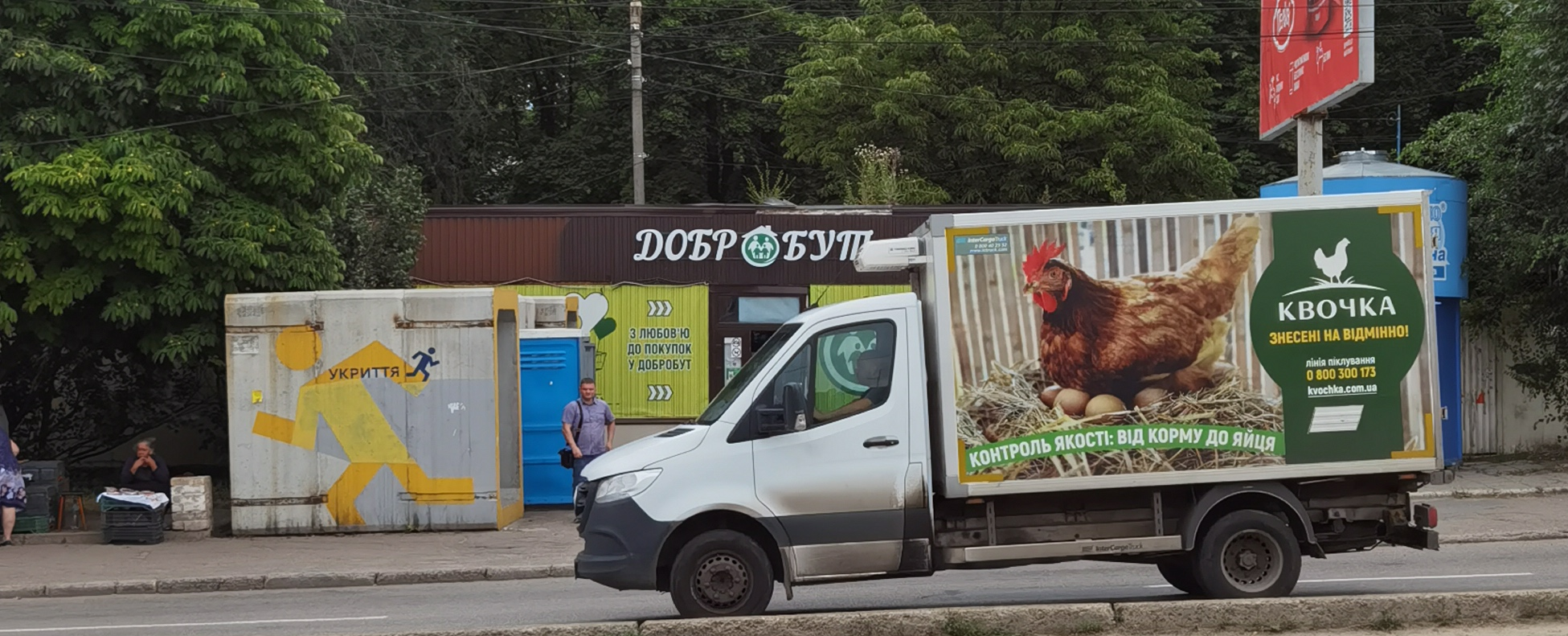
Вантажівка Квочки

2007 р. — 23 жовтня 2007 Компанія об'єдналася під назвою «AVANGARDCO IPL» згідно із законами Кіпру, щоб бути головною холдинговою компанією. Поглинула птахофабрики ТОВ «Торговельний будинок Богодухівська птахофабрика», ТОВ «Птахокомплекс», ВАТ «Птахофабрика Перше Травня», ТОВ ПФ «Волновахська», ТОВ «Южная-Холдинг», ЗАТ «Птахофабрика „Червоний прапор“» та ПАТ «Крос П/Ф Зоря». Птахофабрики «Птахокомплекс» і «Птахофабрика Перше Травня» також мають статус інкубаторів. У 2007 році Компанія придбала комбікормові заводи: ВАТ «Вуглегірський експериментальний комбікормовий завод» і ВАТ «Волноваський комбінат хлібопродуктів». Подальше збільшення потужностей відбувається внаслідок будівництва птахофабрик із підрощування ремонтного молодняку, в тому числі ДП «Чорнобаївське», ДП «Донецька», ДП «Зоря», ДП «Волноваська», ДП «Южная Холдинг», ДП «Червоний Прапор» і ДП «Лозуватська».
2008 р. — Придбано птахофабрики ПНВК «Інтербізнес» та ТОВ «Ареал-Снігурівка». Відбувся запуск заводу з переробки яєць ТОВ «Імперово Фудз», який на той час не був частиною Групи. Завершено будівництво складських приміщень для довготривалого зберігання яєць в Донецькій, Дніпропетровській та Хмельницькій областях.. Почалось будівництво комплексів з виробництва яєць на ЗАТ «Агрофірма Авіс» і СПП ЗАТ «Чорнобаївське». Отримано дозволи на об'єднання більшості компаній, які є частиною Групи.
2009 р. — Завод з переробки яєць «Імперово» увійшов до складу Групи. . Завод оснащено інноваційним обладнанням данської компанії Sanovo [Архівовано 31 липня 2018 у Wayback Machine.] — світового лідера в області виробництва обладнання для переробки яєць. Авангард стає найбільшим виробником яєць і сухих і яєчних продуктів в Україні.
2010 — AVANGARDCO IPL успішно проводить IPO на Лондонській фондовій біржі і залучає інвестиції в розмірі 208 мільйонів доларів США. Ще близько 200 мільйонів доларів США було залучено шляхом розміщення Єврооблігацій.
2011 р. — З метою раціоналізації своїх сільськогосподарських активів Олег Бахматюк, якому належить компанія Ukrlandfarming PLC, передав 77,49 % акцій компанії AVANGARDCO IPL компанії Ukrlandfarming PLC.
2011- 2013 рр. — Компанія органічно зростає. Завдяки масштабній інвестиційній програмі будівництва двох сучасних птахокомплексів «Авіс» і «Чорнобаївське» загальна потужність з утримання курей-несучок збільшилась до 30,1 мільйона голів, а потужність з виробництва яєць досягла 8,6 мільярда яєць. Крім того, компанія збільшила потужності заводу «Імперово Фудз» з 3 мільйонів до 6 мільйонів яєць переробки в день.
2014  р. — AVANGARDCO IPL отримує важливі дозволи, необхідні для розвитку експортних напрямків. 30 вересня 2014 року, «Імперово Фудз» отримує офіційний дозвіл на експорт сухих яєчних продуктів в Європейський Союз. 18 серпня 2014 року компанія отримала сертифікат кошерности яєць і яєчних продуктів.
У зв'язку з анексією Кримського півострова та військовим конфліктом на території Східної України, компанія припиняє діяльність і знецінює активи: птахофабрику «Южная Холдинг», птахофабрику для підрощування ремонтного молодняка «Южная Холдинг», птахофабрику і інкубатор «Птахокомплекс», а також птахофабрику «Червоний Прапор», птахофабрику для підрощування ремонтного молодняка «Червоний Прапор», птахофабрику «Інтербізнес» і «Вуглегірській комбікормовий завод».
2015 — відбувається реструктуризація Єврооблігацій на суму 200 мільйонів доларів США, термін їх обігу продовжено з жовтня 2015 року до жовтня 2018 року.
2017 — Компанія розпочинає комплексні переговори про реструктуризацію кредитних зобов'язань із більшістю українських та іноземних кредиторів.
Компанія ТОВ «Аграрний Холдинг Авангард» пройшла сертифікацію за міжнародним стандартом ISO 9001:2015, який встановлює вимоги до систем управління якістю в організації. Птахокомплекс «Чорнобаївське» отримує сертифікат за системою управління безпекою харчових продуктів ISO 22000: 2005.
У листопаді 2016 року компанія запустила біогазовий завод при птахокомплексі «Чорнобаївське». Біогазовий завод розпочав виробляти електроенергію 2017 року.
2018 — В лютому 2018 року птахокомплекс «Авіс» отримав офіційний дозвіл експортувати столові яйця класу «А» в Європейський Союз (ЄС).
2017—2018 — Компанія UkrLandFarming залучила незалежних авторитетних фінансових експертів для аналізу можливості обслуговування кредитних зобов'язань. Аналіз показав необхідність дисконтування валютної заборгованості у розмірі 50 % з виплатою решти зобов'язань протягом наступних 10 років. Компанія розпочала комплексні переговори про реструктуризацію кредитних зобов'язань із більшістю українських та іноземних кредиторів.